# New Canaan
New Canaan is een town in Fairfield County, Connecticut, Verenigde Staten. Volgens de census van 2005, heeft de plaats 19.984 inwoners en 6.822 huishoudens. De stad is een van de welvarendste gemeenschappen in de Verenigde Staten. In 2008 rangschikte CNN Money New Canaan op de eerste plaats als gemeenschap met het hoogste gemiddelde gezinsinkomen van het land.

## Foto's

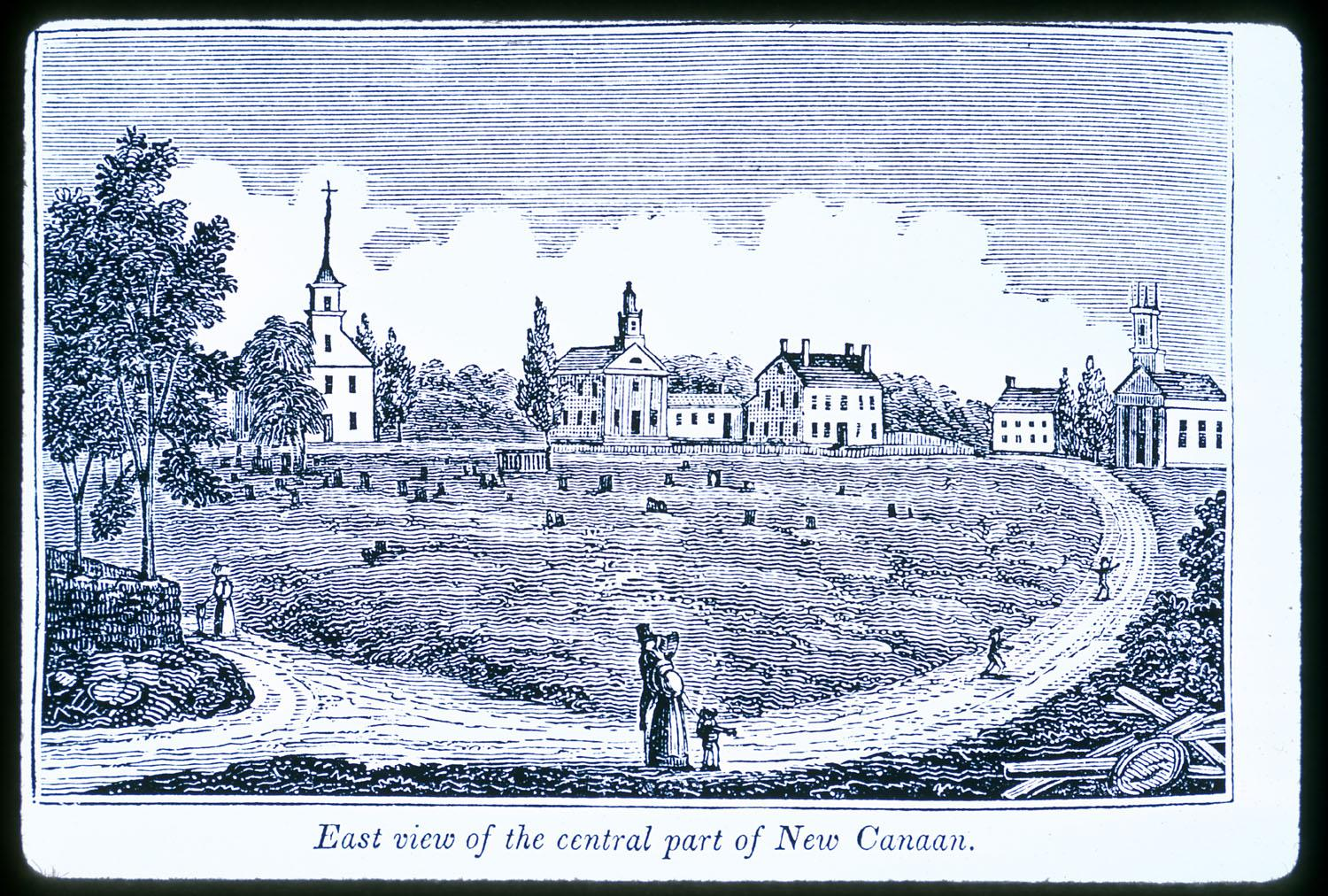
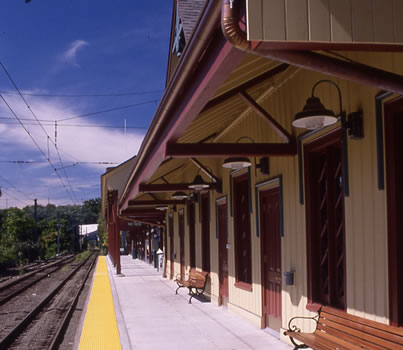
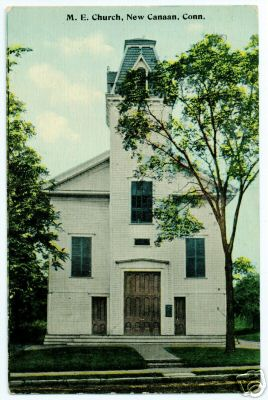
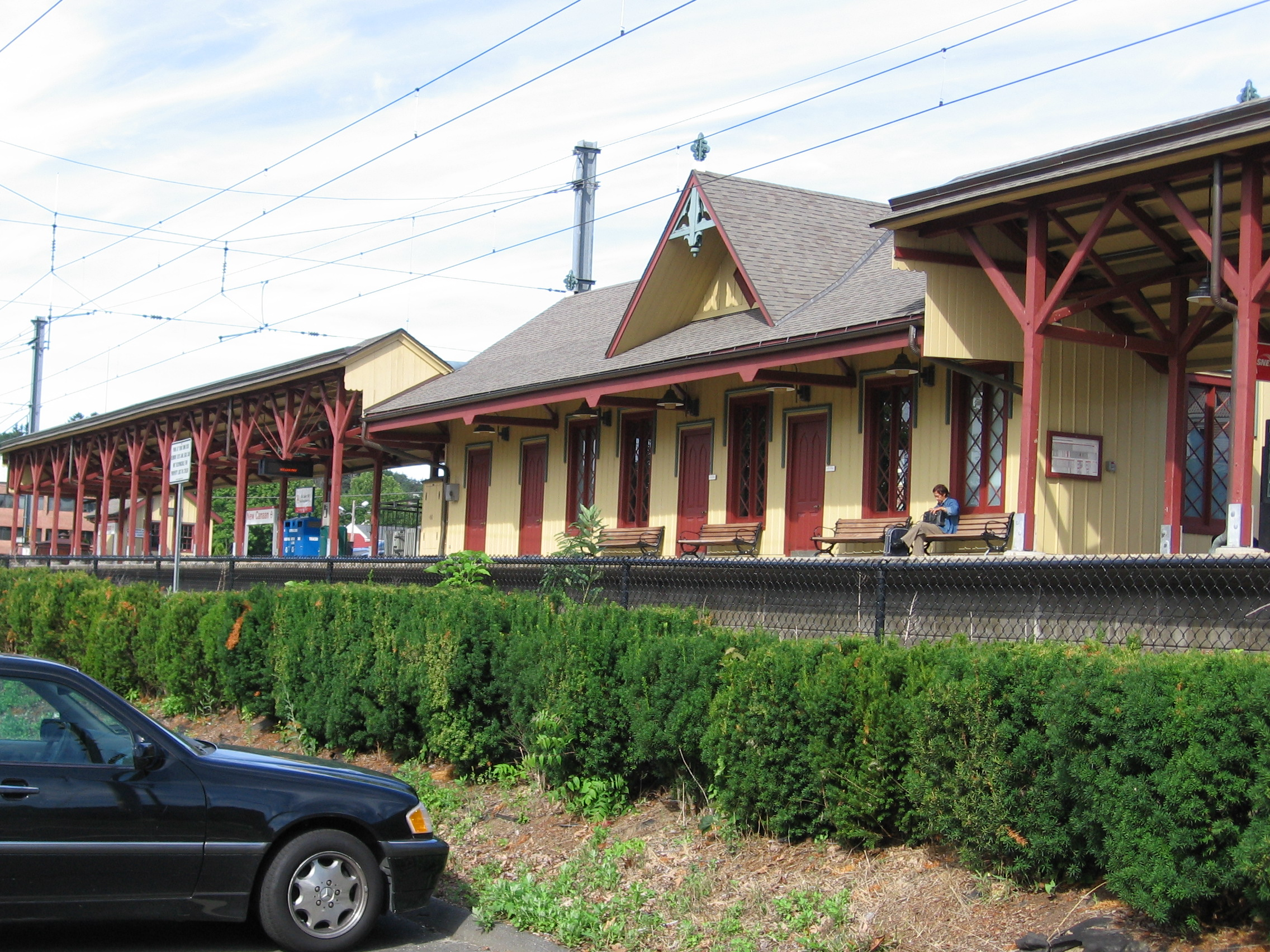
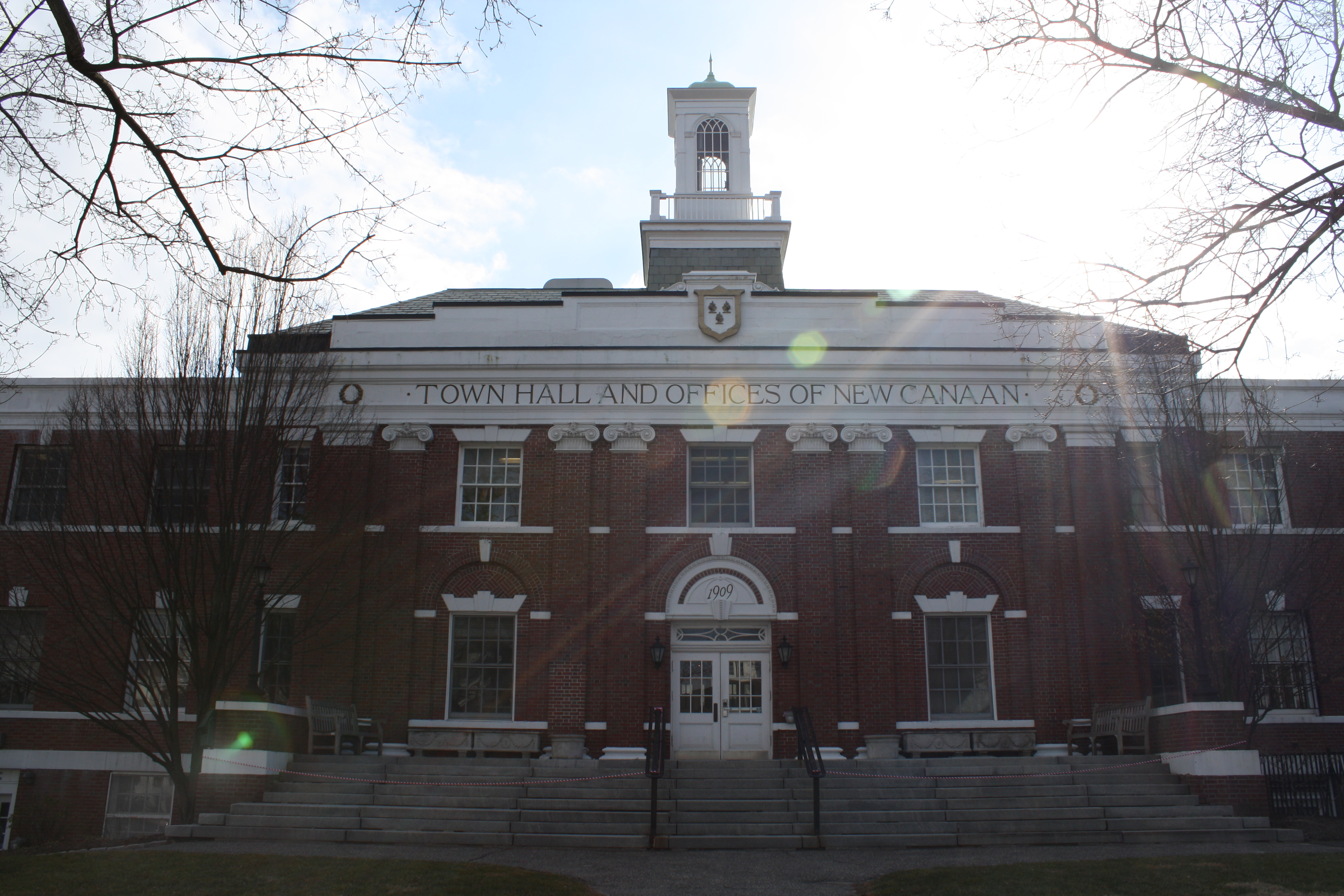

## Geboren in New Canaan
- Ryan Tveter, autocoureur
- Allison Williams, actrice, cabaretière en zangeres
- Sarah Rafferty, actrice